# Hans-Curt Flemming
Hans-Curt Flemming (* 11. September 1947 in Friedrichshafen am Bodensee) ist ein deutscher Mikrobiologe, Professor für Mikrobiologie an der Universität Duisburg-Essen und Schriftsteller.

## Leben
Flemming wurde 1947 als erster Sohn von Jürgen Flemming und Enkel des Luftschiffers Hans Curt Flemming geboren. Von 1968 bis 1972 studierte Flemming Chemie in Stuttgart und Freiburg und war in dieser Zeit Stipendiat der Fritz-ter-Meer-Stiftung. 1972 erreichte er das Diplom in Chemie. Anschließend forschte er bis 1979 am Max-Planck-Institut für Immunbiologie in Freiburg über die Biosynthese von O-Antigenen in E. coli. 1977/78 wurde er promoviert. An der Universität Stuttgart habilitierte er sich 1993 über Biofilme. Von 1994 bis 1996 baute er am Lehrstuhl für Wassergüte an der TU München bei Peter Wilderer die Abteilung „Biotechnologie“ auf.
Seit 1996 ist er C4-Professor an der Universität Duisburg-Essen. Von 2003 bis 2006 war er Präsident der International Biodeterioration and Biodegradation Society und hat noch weitere akademische Posten inne. Er hat das Biofilm Centre an der Universität Duisburg-Essen gegründet, in dem er zusammen mit Wolfgang Sand (Aquatische Biotechnologie) und Bettina Siebers (Molekulare Enzymtechnologie und Biochemie) arbeitet. Er hat über 250 wissenschaftliche Arbeiten veröffentlicht sowie 9 Fachbücher herausgegeben.
Zu seinen Forschungsinteressen zählen mikrobielle Biofilme, Biofouling, Biokorrosion, und Trinkwasserhygiene. Seine Lehrtätigkeit bezieht sich überwiegend auf das interdisziplinäre Fach  Water Science, das er 2001 wesentlich konzipiert hat. In diesem naturwissenschaftlich orientierten Studiengang werden Chemie, Analytik und Mikrobiologie des Wassers vermittelt. Neben den wissenschaftlichen Fächern leitet er hier mit der Künstlerin Sigrid Lange (Köln) den Kurs „Art meets Science“, in dem verschiedene Aspekte des Wassers künstlerisch umgesetzt werden.
Hans-Curt Flemming betätigt sich auch als Schriftsteller. Er hat vier Gedichtbücher veröffentlicht (annäherung, 1980, ein zettel an meiner tür, 1982, sprünge, 1984, suchbilder, 1989), zwei Märchenbücher (Pimpernell und die Tiere sowie Blätter vom fliegenden Märchenbuch, 1984) sowie ein bebildertes Selbsterfahrungsbuch über seine ehemalige Männergruppe (Eckart weiß nicht, daß er schön ist, 1986).
Seit Oktober 2014 ist er im Ruhestand und lebt nun in Frankfurt und Friedrichshafen, ist aber immer noch tätig als Autor, Gutachter und Berater.